# Gomphus simillimus
Gomphus simillimus – gatunek ważki z rodziny gadziogłówkowatych (Gomphidae). Występuje w południowo-zachodniej Europie (głównie w środkowej, zachodniej i południowej Francji oraz Hiszpanii i Portugalii) oraz w północno-zachodniej Afryce (Maroko, niepewne stwierdzenia z Algierii).